# Nacaduba sangira
Nacaduba sangira är en fjärilsart som beskrevs av Hans Fruhstorfer 1916. Nacaduba sangira ingår i släktet Nacaduba och familjen juvelvingar. Inga underarter finns listade i Catalogue of Life.